# خانم مراقب سونوهارا-سو
خانم مراقب سونوهارا-سو (ژاپنی: すのはら荘の管理人さん هپبورن: Sunohara-sō no Kanrinin-san) یک مجموعه مانگای کمدی رمانتیک ژاپنی است که توسط نِکُوئومه ساخته شده‌است. این سری توسط انتشارات ایچی‌جینشا از سال ۲۰۱۴ تا فوریه ۲۰۲۰ در مجلهٔ سینن مانگا Manga 4-Koma Palette، و دوباره از اکتبر ۲۰۲۰ تا کنون در حال چاپ است، و تا اکتبر ۲۰۲۱، تعداد ۷ جلد تانکوبون از آن منتشر شده‌است. یک درام رادیویی بر پایه نسخهٔ مانگا در ژوئیه سال ۲۰۱۶ عرضه شد، و همچنین یک مجموعه تلویزیونی انیمه دوازده قسمتی نیز برگرفته از نسخه مانگا و به کارگردانی مشترک شین اونوما و میرایی میناتو توسط استودیوی سیلور لینک دستمایه اقتباس قرار گرفت که از ژوئیه تا سپتامبر ۲۰۱۸ در ای‌تی-ایکس، توکیو ام‌ایکس و بی‌اس ۱۱ پخش شد.